# ひらかたMaterial
『ひらかたMaterial』（ひらかたマテリアル）は、1997年から2022年2月25日まで四半世紀に渡りエフエムひらかたで放送されているラジオ番組。放送時間は月 - 木の16:00 - 19:00。